# Pseachkho
Le Pseachkho (en russe : Псеашхо) est un massif montagneux situé dans le Caucase de l'Ouest, en Russie, à vingt kilomètres de Krasnaïa Poliana, dans le territoire de la réserve naturelle du Caucase. Il appartient à la chaîne du Grand Caucase.

## Toponyme
Son toponyme provient de l'adyguéen et signifie « montagne aux nombreuses rivières ». Celles-ci sont entre autres l'Ourouchten, la Malaïa Laba et la Psloukh et sont issues de ses glaciers.

## Géographie

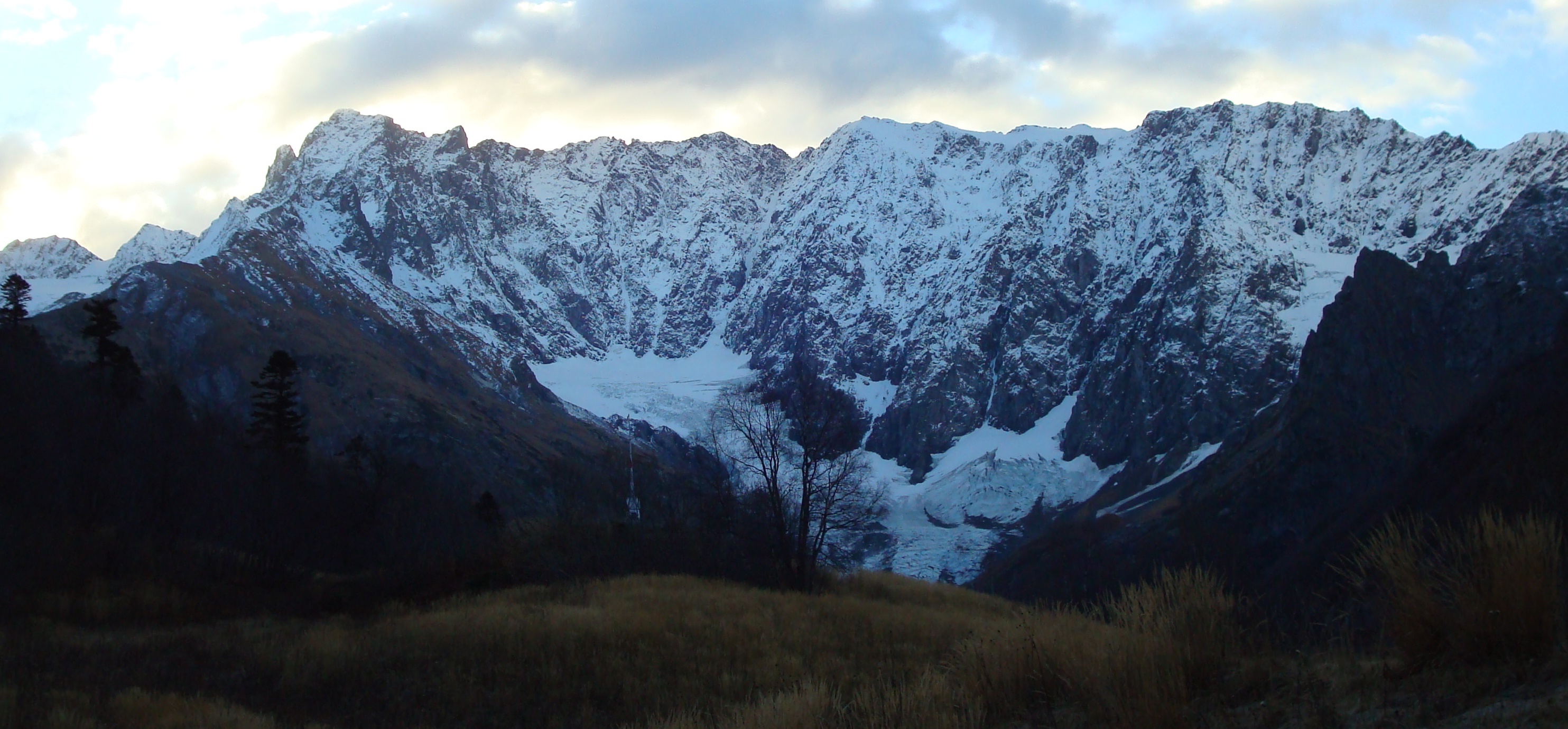
Vue du massif à partir du refuge de Kholodny

Le massif de Pseachkho est délimité à l'ouest par une vallée glaciaire et le col de Pseachkho (2 014 m). Cette vallée mesure cinq kilomètres de longueur et cinq cents mètres de largeur en moyenne. Sa déclivité n'est pas importante, si bien que le passage du col de Pseachkho est presque imperceptible. Il ouvre au nord la route de la commune urbaine de Psebaï et mène au sud à la chaîne principale du Grand Caucase.
Le massif est délimité au sud-ouest par la vallée de la rivière Psloukh, à l'est par celles de la Malaïa Laba et de la Tchistaïa (qui signifie la « rivière propre »), et au nord par celles de la Kholodnaïa (qui signifie la « rivière froide ») et de la Mramornaïa (qui signifie la « rivière marmoréenne »). La délimitation méridionale du massif est considérée comme étant le col d'Alichkha (2 401 m) et au nord le col Mramorny (qui signifie le « col marmoréen ») (2 800 m environ).

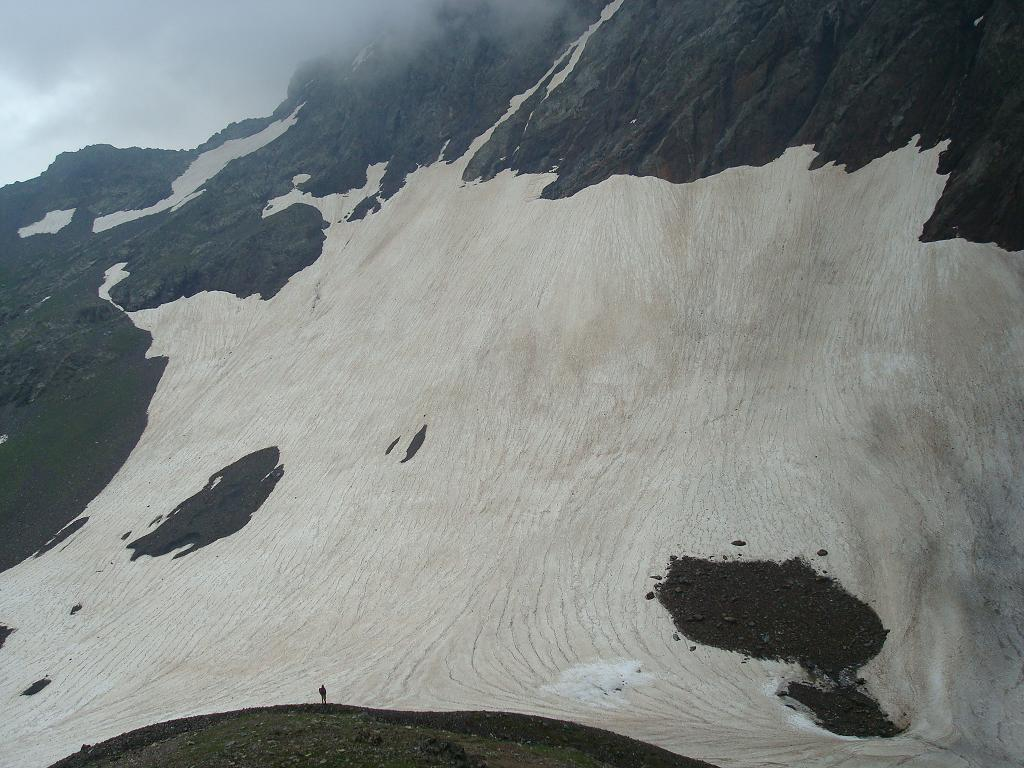
Glacier du Sucre, sous le sommet du même nom

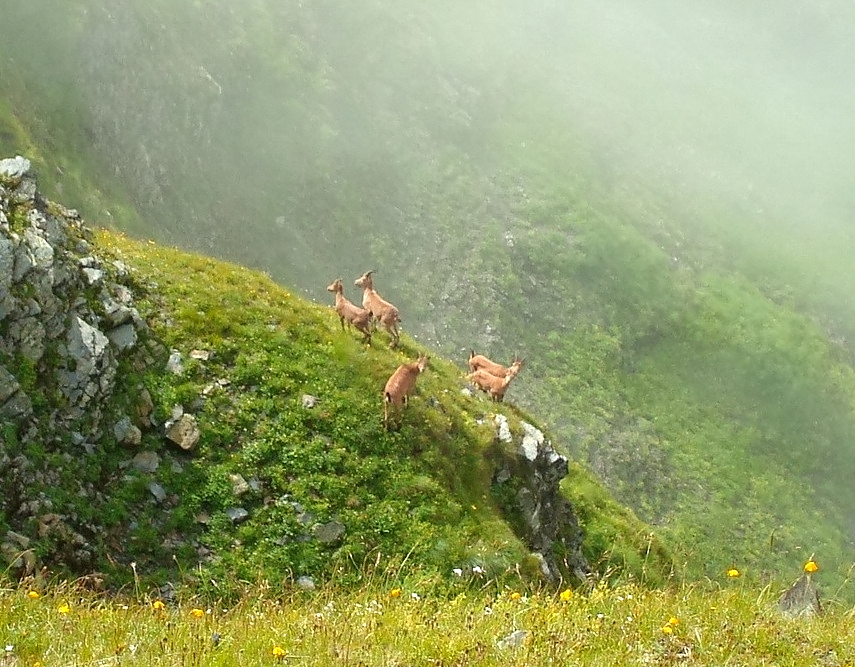
Chèvres du Caucase sur les pentes du Pseachkho

Le massif est surmonté de sommets bien découpés à partir de 2 500 mètres d'altitude, les plus importants étant le pic du Nord (3 257 m), le pic du Midi (3 251 m), le pic de l'Aiguille (3 196 m), la Tête de Sucre (Sakharnaïa Golova, 3 189 m) et le pic de l'Ouest (2 900 m). Le Pleachkho est remarquable par ses onze glaciers. Le glacier de Pleachkho est le plus grand du kraï de Krasnodar. C'est un cirque glaciaire de trois kilomètres de longueur qui s'étend sur 1,5 km2. Vers le nord, le glacier Mramorny donne naissance à la rivière du même nom. On trouve également au nord le glacier Kholodny (« froid ») qui donne naissance à la Kholodnaïa, rivière qui se jette au bout de quelques kilomètres dans l'Ourouchten. Ce sont les premiers glaciers occidentaux du sud du Grand Caucase. Ils ont tendance à reculer.

## Histoire
Le chemin qui traverse la vallée et le col de Pseachkho a été parcouru en 1835 par le baron Theodor von Tornau (1810-1890), officier de l'Armée impériale, jusqu'à Krasnaïa Poliana (dénommée à l'époque Kbaadé) et Adler, au bord de la mer Noire, dans le but d'explorer la région.

## Activités
Le massif est prisé des touristes et des alpinistes.